# Robin II Z
Pour les articles homonymes, voir Robin Z.
Robin II Z (né en 1987, mort le 16 juin 2014) est un étalon de robe baie, du stud-book Hanovrien, monté en saut d'obstacles par le cavalier danois Thomas Velin. Ce fils de Ramiro Z et d'une jument par Almé, jeune frère de Robin I Z, est ensuite devenu reproducteur, essentiellement en France.

## Histoire
Il naît en 1987, chez Léon Melchior, au haras de Zangersheide,. Il est connu sous les noms de Robin Z et Robin II Z pour ne pas être confondu avec son frère plus âgé, Robin I Z. 
Propriété de Flemming Velin, il est monté en compétitions internationales par le cavalier danois Thomas Velin, et commence une carrière d'étalon reproducteur en 1998,. Pour sa retraite, il est confié à son ancienne groom, la Française Marie Tourainne, qui acquiert le haras d'Écouché en 2011. 
Il meurt le 16 juin 2014, à l'âge de 27 ans, au haras d'Écouché dans l'Orne, en Normandie, au terme d'une dégradation rapide de son état,.

## Description
Robin II Z est un étalon de robe bai foncé, inscrit au stud-book du Hanovrien. Il toise 1,71 m ou 1,72 m.

## Palmarès
- 1995 : vainqueur du Grand Prix d'Helsinki[4],[5].
- Mars 2000 : 8e du Grand Prix de l’étape de la Coupe du monde de Paris Bercy[5],[7].

## Origines
Robin II Z est issu du croisement qui a fait la réputation du haras de Zangersheide, entre l'étalon Ramiro Z et des juments issues de la souche d'Almé et de Gothard,.

## Descendance
Devenu reproducteur à son tour, essentiellement en France, Robin II Z est le père de chevaux de concours internationaux tels que Qapitol de Montsec et Quova de Vains. Entre 1997 et 2010, il saillit 878 juments et donne naissance à 485 poulains en France. 